# Национална лига 2 Југ
Национална лига 2 Југ (енгл. National League 2 South) је четврти ранг рагби 15 такмичења у Енглеској.

## Формат такмичења
Игра се двокружно по принципу свако са сваким.
Учесници
- Барнстејпл
- Броудстрит
- Бури
- Кентербери
- Чинор
- Синдерфорд
- Клифтон
- Хенли хоукс
- Вајлд гиз
- Олд редклифанси
- Рединџијанс ремси
- Редрут
- Таунтон титанси
- Тонбриџ џудијанси
- Вибмлдон
- Вортинг рејдерси

## Рекорди
Највише титула
Кембриџ 2
Најубедљивија победа
Олд албенијан - Њубури 132-0
Најпосећенија утакмица
Хенли - Вортинг 3 270 гледалаца
Највише постигнутих поена у историји лиге
Метју Меклин 1678 поена